# Châteauneuf (Vendée)
Châteauneuf és un municipi francès situat al departament de Vendée i a la regió de País del Loira. L'any 2007 tenia 780 habitants.

## Demografia

### Població
El 2007 la població de fet de Châteauneuf era de 780 persones. Hi havia 303 famílies de les quals 71 eren unipersonals (46 homes vivint sols i 25 dones vivint soles), 93 parelles sense fills, 132 parelles amb fills i 7 famílies monoparentals amb fills.
La població ha evolucionat segons el següent gràfic:
Habitants censats

### Habitatges
El 2007 hi havia 375 habitatges, 307 eren l'habitatge principal de la família, 30 eren segones residències i 38 estaven desocupats. 370 eren cases i 4 eren apartaments. Dels 307 habitatges principals, 245 estaven ocupats pels seus propietaris, 55 estaven llogats i ocupats pels llogaters i 7 estaven cedits a títol gratuït; 1 tenia una cambra, 7 en tenien dues, 64 en tenien tres, 92 en tenien quatre i 143 en tenien cinc o més. 262 habitatges disposaven pel capbaix d'una plaça de pàrquing. A 115 habitatges hi havia un automòbil i a 175 n'hi havia dos o més.

### Piràmide de població
La piràmide de població per edats i sexe el 2009 era:
| Homes | Edats   | Dones |
| ----- | ------- | ----- |
| 0     | 95 o +  | 0     |
| 0     | 90 a 94 | 4     |
| 4     | 85 a 89 | 4     |
| 12    | 80 a 84 | 8     |
| 8     | 75 a 79 | 20    |
| 8     | 70 a 74 | 8     |
| 20    | 65 a 69 | 20    |
| 8     | 60 a 64 | 4     |
| 8     | 55 a 59 | 8     |
| 24    | 50 a 54 | 20    |
| 12    | 45 a 49 | 12    |
| 20    | 40 a 44 | 8     |
| 28    | 35 a 39 | 36    |
| 24    | 30 a 34 | 12    |
| 8     | 25 a 29 | 20    |
| 24    | 20 a 24 | 12    |
| 32    | 15 a 19 | 8     |
| 12    | 10 a 14 | 28    |
| 16    | 5 a 9   | 32    |
| 8     | 0 a 4   | 20    |

## Economia
El 2007 la població en edat de treballar era de 492 persones, 374 eren actives i 118 eren inactives. De les 374 persones actives 335 estaven ocupades (179 homes i 156 dones) i 39 estaven aturades (16 homes i 23 dones). De les 118 persones inactives 47 estaven jubilades, 34 estaven estudiant i 37 estaven classificades com a «altres inactius».

### Ingressos
El 2009 a Châteauneuf hi havia 337 unitats fiscals que integraven 866 persones, la mediana anual d'ingressos fiscals per persona era de 15.819 €.

### Activitats econòmiques
Dels 34 establiments que hi havia el 2007, 1 era d'una empresa alimentària, 1 d'una empresa de fabricació d'altres productes industrials, 9 d'empreses de construcció, 5 d'empreses de comerç i reparació d'automòbils, 1 d'una empresa de transport, 4 d'empreses d'hostatgeria i restauració, 1 d'una empresa financera, 3 d'empreses immobiliàries, 7 d'empreses de serveis, 1 d'una entitat de l'administració pública i 1 d'una empresa classificada com a «altres activitats de serveis».
Dels 8 establiments de servei als particulars que hi havia el 2009, 1 era una oficina bancària, 3 paletes, 1 guixaire pintor, 1 fusteria, 1 lampisteria i 1 electricista.
L'any 2000 a Châteauneuf hi havia 30 explotacions agrícoles que ocupaven un total de 1.562 hectàrees.

## Equipaments sanitaris i escolars
El 2009 hi havia una escola elemental.

## Poblacions més properes
El següent diagrama mostra les poblacions més properes.